# Simon House
Simon House est un musicien britannique né le 29 août 1948 à Nottingham et mort le 25 mai 2025. 
Son instrument de prédilection est le violon, mais il joue également des claviers et de la mandoline. Au cours de sa carrière, il est notamment membre des groupes High Tide, Third Ear Band (en) et Hawkwind. Il est également musicien de studio pour des artistes tels que David Bowie, Japan ou Judy Dyble.

## Biographie
Natif de Nottingham, Simon House s'installe à Londres dans les années 1960. À la fin de cette décennie, il rejoint le groupe de rock psychédélique High Tide. S'il tient d'abord la basse, le guitariste Tony Hill l'encourage à reprendre le violon, son instrument de prédilection. La présence de cet instrument donne à la musique du groupe un son très caractéristique. Lorsque High Tide se sépare, en 1970, il rejoint brièvement Third Ear Band (en) et participe à l'enregistrement de la bande originale du Macbeth de Roman Polanski.
Le groupe de space rock Hawkwind recrute Simon House à la fin de l'année 1973 pour remplacer le claviériste Del Dettmar (en). Il participe à l'enregistrement de cinq albums studio du groupe, de Hall of the Mountain Grill (1974) à PXR5 (1979). Outre le violon, il y joue également de plusieurs claviers et synthétiseurs comme le mellotron, le VCS3 ou le clavinet. Il quitte le groupe en 1978, lorsque David Bowie l'invite à participer à sa tournée mondiale Isolar II. Il apparaît également sur son album Lodger, sorti en 1979.
Dans les années 1980, il met sur pied plusieurs groupes (Turbo et The Famous Scientists) qui n'enregistrent aucun disque. Il travaille comme musicien de studio pour de nombreux artistes, apparaissant notamment sur le tube de Thomas Dolby She Blinded Me with Science en 1982. Il accompagne également le groupe Japan sur son dernier album, Tin Drum, et rejoint Mike Oldfield pour la tournée de promotion de l'album Crises,.
Simon House rejoint brièvement Hawkwind en 1989 pour l'album Space Bandits. Il quitte à nouveau le groupe l'année suivante pour s'occuper de sa fille, atteinte d'une leucémie. Dans les années qui suivent, il participe à plusieurs albums solo de Nik Turner, le saxophoniste de Hawkwind, et rejoint à nouveau le groupe de 1999 à 2002. Il collabore également à plusieurs reprises avec la chanteuse Judy Dyble et avec les groupes Astralasia et Spirits Burning (en).
Simon House meurt le 25 mai 2025 à l'âge de 76 ans.

## Discographie

### En solo
- 1995 : Yassasim
- 2001 : Spiral Galaxy Revisited
- 2002 : House of Dreams (avec Rod Goodway)

### Comme membre d'un groupe

#### High Tide
- 1969 : Sea Shanties
- 1970 : High Tide
- 1989 : Interesting Times
- 1990 : The Flood

#### Third Ear Band
- 1972 : Music from Macbeth (en)
- 2004 : The Magus (enregistré en 1972)
- 2020 : The Dragon Wakes (enregistré en 1970)

#### Hawkwind
- 1974 : Hall of the Mountain Grill
- 1975 : Warrior on the Edge of Time
- 1976 : Astounding Sounds, Amazing Music
- 1977 : Quark, Strangeness and Charm
- 1979 : PXR5
- 1989 : Space Bandits
- 1991 : Palace Springs (en) (en concert)
- 2002 : Yule Ritual (en) (en concert)
- 2002 : Canterbury Fayre 2001 (en) (en concert)
- 2004 : Live in Nottingham 1990 (en concert)

#### Magic Muscle
- 1988 : The Pipe, The Roar, The Grid
- 1989 : One Hundred Miles Below (en concert)
- 1991 : Gulp

#### Spiral Realms
- 1995 : A Trip to G9
- 1995 : Crystal Jungles of Eos
- 1996 : Solar Wind

### Participations
- 1970 : Sinister Morning de Denny Gerrard
- 1975 : Lucky Leif and the Longships (en) de Robert Calvert
- 1976 : New Worlds Fair (en) de Michael Moorcock & The Deep Fix
- 1978 : Stage de David Bowie (en concert)
- 1978 : Lodger de David Bowie
- 1981 : Hype (en) de Robert Calvert
- 1981 : Tin Drum de Japan
- 1983 : The Golden Age of Wireless (en) de Thomas Dolby
- 1985 : Perhaps (en) de The Associates
- 1985 : Rites of Passage de Vitamin Z (en)
- 1994 : Prophets of Time de Nik Turner
- 1995 : The Eternal Sky d'Anubian Lights
- 1996 : The Jackal and Nine EP d'Anubian Lights
- 1996 : Sonic Attack 2001 de Nik Turner
- 1998 : Head Cleaner d'Adrian Shaw (en)
- 2001 : As Above So Below de Bedouin
- 2001 : Transglobal Friends and Relations de Nik Turner
- 2004 : Enchanted Garden de Judy Dyble
- 2005 : Take Me to Your Leader de Hawkwind
- 2006 : Away With the Fairies d'Astralasia
- 2006 : Spindle de Judy Dyble
- 2006 : The Whorl de Judy Dyble
- 2006 : Element d'Earth Lab
- 2007 : Cluster of Waves d'Astralasia
- 2009 : Eclectic Devils d'Alan Davey
- 2009 : Bloodlines de Spirits Burning (en) & Bridget Wishart (en)
- 2012 : Voyage till Tomorrow d'Astralasia
- 2012 : A Spoonful of Time de Nektar
- 2013 : Space Gypsy de Nik Turner
- 2014 : Wind on Water d'Astralasia
- 2014 : Make Believe It Real de Spirits Burning & Bridget Wishart
- 2017 : Oceania d'Astralasia
- 2017 : Life in Space de Nik Turner
- 2018 : Welcome to the Blackout (Live London '78) de David Bowie (en concert)
- 2019 : The Final Frontier de Nik Turner
- 2023 : Screwed Up des Pink Fairies